# Dębska Wola
Dębska Wola – wieś w Polsce położona w województwie świętokrzyskim, w powiecie kieleckim, w gminie Morawica.
| SIMC    | Nazwa    | Rodzaj    |
| ------- | -------- | --------- |
| 0254048 | Dwór     | część wsi |
| 0254054 | Górka    | część wsi |
| 0254060 | Za Szosą | część wsi |
| 0254077 | Zielonka | część wsi |

W latach 1954–1972 wieś należała i była siedzibą władz gromady Dębska Wola. W latach 1975–1998 miejscowość administracyjnie należała do województwa kieleckiego.
Miejscowość położona jest przy drodze wojewódzkiej 766.
W pobliżu miejscowości jest przystanek kolejowy Dębska Wola.